# Dieter Dengler

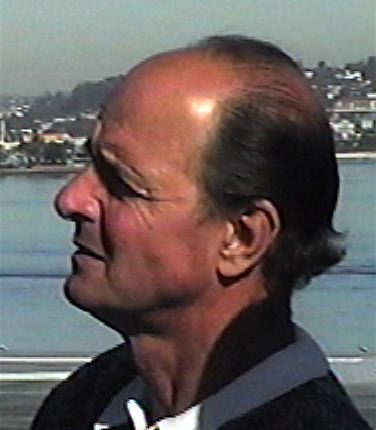
Dieter Dengler recorre el portaaviones USS Constellation en San Diego (California), en 1996.

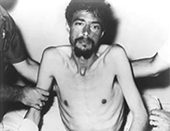
Dieter Dengler el 20 de julio de 1966, después de ser rescatado durante la guerra de Vietnam. Con 1,75 m de altura, Dengler llegó a pesar solo 45 kg.

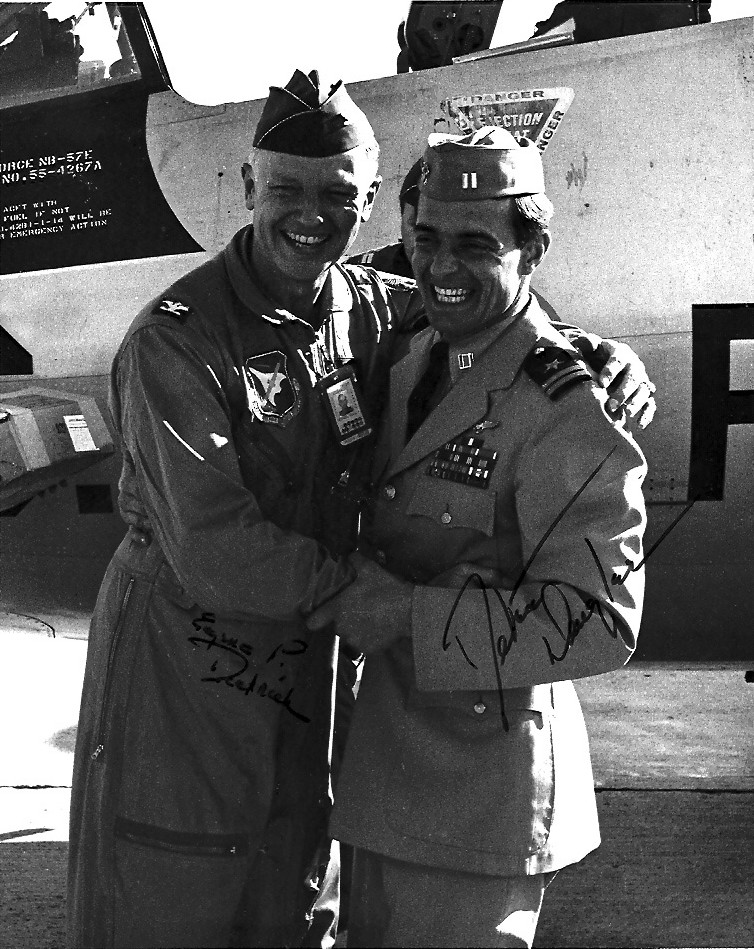
Eugene Deatrick y Dieter Dengler, en 1968.

Dieter Dengler (Wildberg, 22 de mayo de 1938 - Mill Valley, 7 de febrero de 2001) fue un piloto germano-estadounidense que voló para la Marina de Estados Unidos durante la guerra de Vietnam. Fue representado por Christian Bale en la película Rescate al amanecer, que cuenta su historia.

## Biografía
Nació en Wildberg, estado de Baden-Württemberg (Alemania). 
Dengler fue uno de los dos sobrevivientes ―siendo el otro Pisidhi Indradat― de un total de siete presos que escaparon de la cárcel del movimiento comunista Pathet Lao (en Laos). Tras la fuga, después de tres semanas de deambular por la selva, fue rescatado el 20 de julio de 1966. Después de su regreso, se convirtió en un piloto de pruebas y sobrevivió a cuatro accidentes aéreos.
Se le diagnosticó ELA (esclerosis lateral amiotrófica), una enfermedad mortal. Vivía en Mill Valley (estado de California). El 7 de febrero de 2001 ―35 años después de que su avión fuera derribado―, Dengler rodó su silla de ruedas por la autopista Panoramic hasta la entrada de una estación de bomberos y se pegó un tiro. Tenía 62 años.
Fue enterrado en el cementerio nacional de Arlington.

## Obras
- Dengler, Dieter (1979): Escape from Laos. Estados Unidos: Presidio Press. ISBN 0-89141-076-7.